# Jean-Paul Spaute
Jean-Paul Spaute (Charleroi, 18 januari 1943 – Charleroi, 23 januari 2009) was een Belgisch voetballer en voorzitter van Sporting Charleroi.

## Carrière
Jean-Paul Spaute werd tijdens de Tweede Wereldoorlog geboren in Charleroi. Hij sloot zich al op jonge leeftijd aan bij voetbalclub Sporting Charleroi, waar hij als 16-jarige zijn debuut maakte in het eerste elftal. In 1966 werd de club vicekampioen in Tweede Klasse, waarna Charleroi mocht promoveren. Drie seizoenen later werd de club onder leiding van aanvoerder Spaute ook vicekampioen in Eerste Klasse. Dat resultaat werd later nooit meer geëvenaard.
In 1970 stapte Spaute, een verdediger, over naar streekgenoot La Louvière, dat toen in Tweede Klasse speelde. Na drie seizoenen ruilde hij de club nog één seizoen in voor het bescheiden RFC Houdinois.

## Voorzitter
Na het vertrek van Spaute als speler zakte Charleroi terug naar Tweede Klasse. In 1982 werd Spaute de nieuwe voorzitter van de club. Hij loodste de Zebra's in 1985 terug naar Eerste Klasse. In 1993 bereikte de club zelfs de finale van de Beker van België. Spaute ontdekte als voorzitter spelers als Philippe Albert, Dante Brogno en Daniel Van Buyten. Eind december 1999 stopte Spaute als voorzitter. Hij werd opgevolgd door de Iraanse zakenman Abbas Bayat.
Spaute overleed op 23 januari 2009, vijf dagen na zijn 66e verjaardag, aan de gevolgen van een hartaanval.